# Euphylidorea dispar
Euphylidorea dispar är en tvåvingeart som först beskrevs av Johann Wilhelm Meigen 1818.  Euphylidorea dispar ingår i släktet Euphylidorea och familjen småharkrankar. Arten är reproducerande i Sverige. Inga underarter finns listade i Catalogue of Life.